# Saint-Étienne-de-Brillouet
Saint-Étienne-de-Brillouet là một xã ở tỉnh Vendée trong vùng Pays de la Loire, Pháp. Xã này có diện tích 18,93 km², dân số năm 2006 là 444 người. Xã này nằm ở khu vực có độ cao trung bình 45 mét trên mực nước biển.

## Biến động dân số
| Năm | 1962 | 1968 | 1975 | 1982 | 1990 | 1999 | 2006 |
| --- | ---- | ---- | ---- | ---- | ---- | ---- | ---- |
| Dân số | 463  | 503  | 426  | 388  | 357  | 372  | 444  |
| From the year 1962 on: No double counting—residents of multiple communes (e.g. students and military personnel) are counted only once. |      |      |      |      |      |      |      |